# Marko Kropivnițki

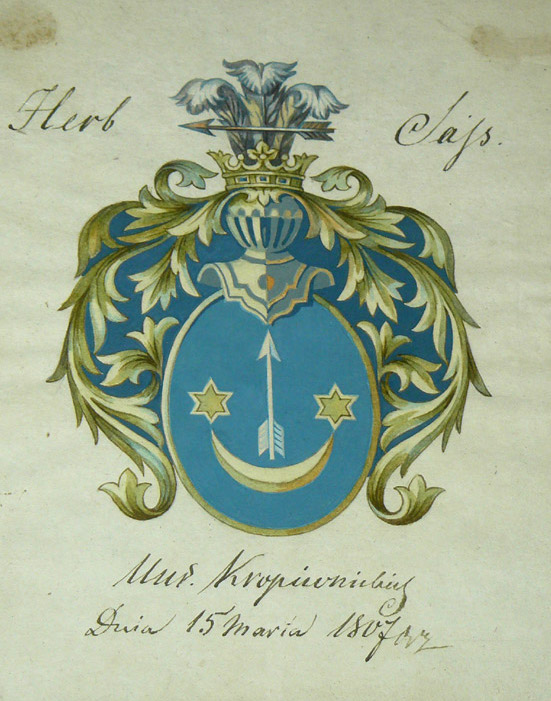
Stema familiei Kropivnițkii

Marko Kropivnițki sau Mark(o) Kropîvnîțkîi (în ucraineană Марко Лукич Кропивницький; în rusă Маркъ Лукичъ Кропивницкiй; n. 22 mai 1840, Kropîvnîțke, gubernia Herson, Imperiul Rus – d. 21 aprilie 1910, gubernia Herson, Imperiul Rus) a fost un scriitor, dramaturg, compozitor, actor de teatru și regizor de teatru ucrainean. De-a lungul carierei sale, Kropivnițkii a scris 40 de piese de teatru, a jucat în peste 500 de roluri din diferite repertorii și a scris mai multe cântece.
În 1875, a fost invitat de Theophilia Romanovici în societatea teatrală „Ruska Besida” și este considerat a fi unul dintre fondatorii primului teatru ucrainean profesionist, Teatrul Ruska Besida (sau Teatrul Ukraiînska Besida).

## Biografie și carieră
Marko Kropivnițki s-a născut la 7 mai 1840 în satul Bejbairaki (acum Kropîvnîțke), Gubernia Herson într-o familie de nobili, ca fiul lui Luka Ivanovici Kropivnițki și al Kapitolinei Ivanivna (născută Dubrovinska).
În 1862, M. Kropivnițki a urmat cursuri la Facultatea de Drept a Universității din Kiev. Puternic impresionat de o melodramă pe care a văzut-o la Teatrul din Kiev, a scris piesa „Mikita Starostenko sau Tu nu știi cum va trece dezastrul” (în ucraineană Микита Старостенко, або Незчуєшся, як лихо спобіжить). Ulterior, el a criticat această lucrare, deoarece a fost o încercare a unui autor neexperimentat. În prezent, piesa este cunoscută în versiunea care a suferit numeroase revizuiri fundamentale. M. Kropivnițki nu și-a terminat educația din diferite motive; cu toate acestea, el și-a completat în mod constant cunoștințele în mod independent, mai ales după ce s-a mutat la Ielisavetgrad (Kropîvnîțkîi), unde se afla o bibliotecă. Acolo, el a avut șansa să se familiarizeze cu operele unor autori ca Robert Owen, John Stuart Mill, William Shakespeare, George Gordon Byron, Goethe, Johann Wolfgang von Goethe, Alexandre Dumas, George Sand, William Makepeace Thackeray și mulți alții. În serviciul guvernamental, aproape că nu a obținut nicio promovare și, adesea, și-a pierdut complet câștigurile datorită devotamentului său pentru spectacole de artă și de amatori.
În 1871, Kropivnițki s-a alăturat trupei de actori profesioniști și a acceptat să lucreze în compania contelui Morkov din Odesa. A câștigat o mare experiență teatrală după ce a petrecut peste zece ani în trupa de teatru rus; în care a studiat temeinic regulile specifice genului teatral și a aflat care este locul teatrului în societate.
În 1872, ziarul din Odesa „Telegraful Novorossiîski” a publicat două comedii muzicale ale lui M. Kropivnițki: Împăcat (Помирились) și Dumnezeu va proteja un orfan sau Propunere neașteptată (За сиротою і бог з калитою, або ж несподіване сватання).
În 1875 Kropivnițki a plecat în turneu în Galiția, unde a lucrat ca actor și regizor al companiei de teatru „Graiul rutean”; a depus unele eforturi pentru a schimba repertoriul și stilul artistic al teatrului, aducându-l la realism și la caracterul național.
În 1881, deși mai existau încă multe limitări și restricții impuse teatrului ucrainean, trupe ucrainene au apărut la Kiev, Harkov sau Odesa. Cu toate acestea, aceste trupe nu l-au satisfăcut pe Marko Kropivnițki, care a căutat schimbări dramatice în arta teatrului. În 1882 și-a organizat propria companie, care în aproximativ un an s-a unit cu trupa Mihailo Starițki, iar Marko Kropivnițki a devenit un director de frunte acolo. A început o nouă eră în istoria teatrului profesional ucrainean. Mulți actori celebri au jucat în trupa lui Kropivnițki, precum: Maria Zankovetska, Mikola Sadovski, mai târziu M. Sadovska-Barilotti, Panas Saksahanski, Ivan Karpenko-Kari.
La început, Kropivnițki a scris în principal piese de comedie: Împăcat (Помирились, 1869), Dumnezeu va proteja un orfan sau Propunere neașteptată (За сиротою і бог з калитою, або ж несподіване сватання, 1871), Actorul Sinișa (Актор Синиця, 1871), O revizuire (По ревізії, 1882), Mustața (Вуси, 1885) și altele.

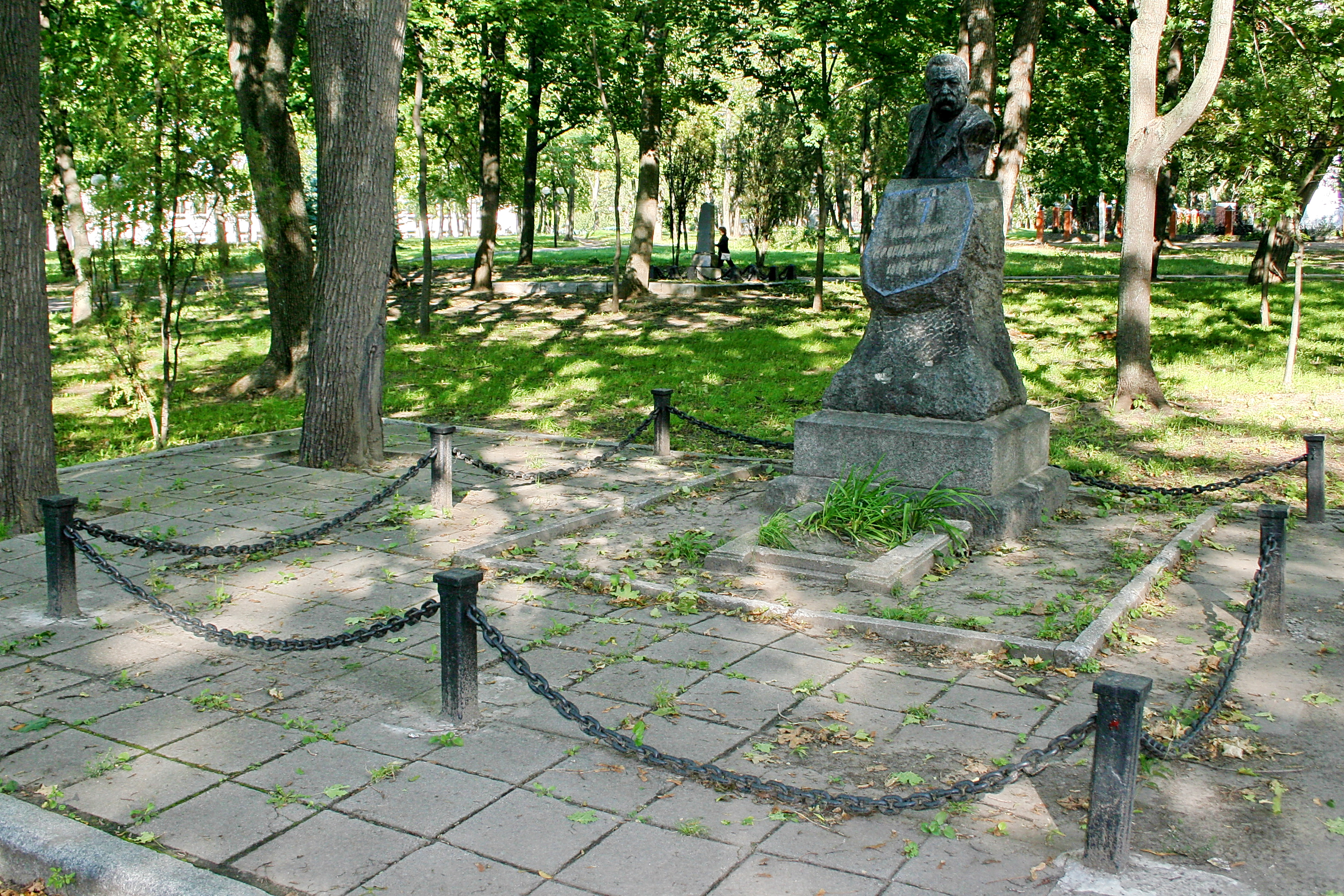
Mormântul lui Marko Kropivnițki din Harkov

## Ultimii ani
În anii 1890, Kropivnițki și-a numit de mai multe ori piesele „imagini”; „imagini ale mișcării rurale” (Konon Bliskavicienko, Конон Блискавиченко, 1902, Un moment dificil, Скрутна доба, 1906), „imagini ale vieții rurale” (Nuiele vechi și lăstari tineri, Старі сучки і молоді пагони, 1908) etc.
Chiar și în ultimii ani, forțat de sănătatea șubredă să locuiască într-o fermă (din Zatișoc, Затишок), Kropivnițki a călătorit adesea pentru a participa la spectacole de teatru, a continuat să scrie piese de teatru. Dramaturgul a scris mai mult de douăzeci de piese de teatru la ferma sa. Kropivnițki a organizat, de asemenea, o școală pentru țărani și pentru copiii acestora, a creat piese pentru copii, folosind motive populare (ca de exemplu Ivasik-Telesik Івасик-Телесик) și a lucrat la montarea acestora la fermă. În plus, aici scriitorul a tradus lucrări ale maeștrilor teatrului rus și mondial (Gogol, Nekrasov, Shakespeare, Moliere).
Marko Kropivnițki a murit la 21 aprilie 1910, pe drum dinspre Odesa, unde se afla în turneu; el a fost înmormântat în Harkov.

## Moștenire

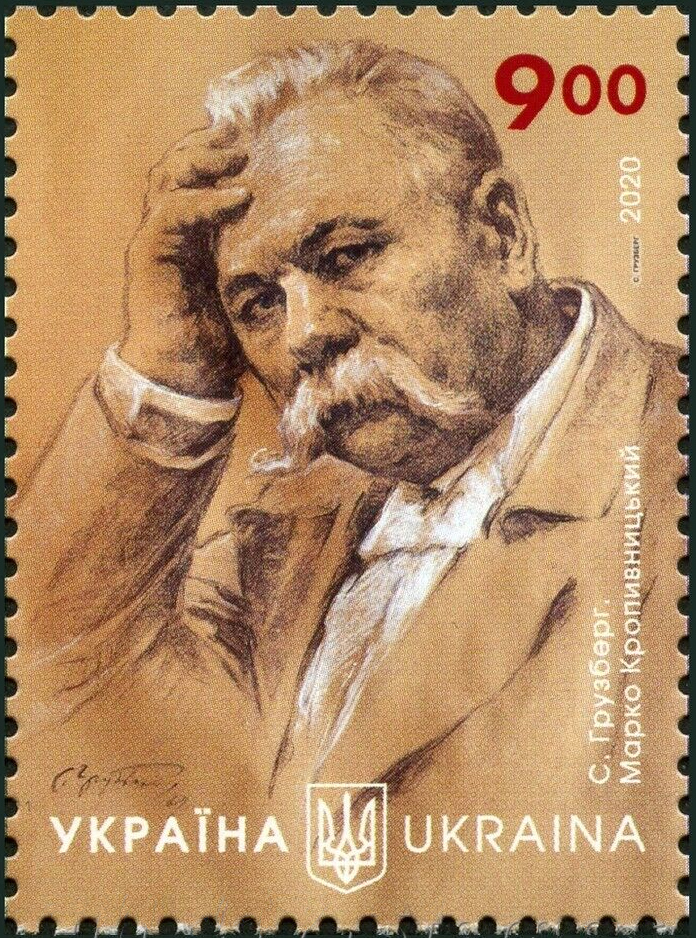
Kropivnițki pe o marcă poștală din 2020

În iulie 2016, orașul Kirovohrad a fost redenumit Kropîvnîțkîi în onoarea sa.
În 2008, nepotul lui Marko, Ihor Kropivnițkii, a spus următoarele: „Creat de Marko Kropivnițkii în condițiile unei brutale opresiuni naționale, teatrul profesional a fost una dintre principalele surse de renaștere culturală a națiunii subjugate de mai mulți ani, în special având în vedere că mulți dintre compatrioții noștri erau analfabeți la acea vreme și nu puteau citi poezii minunate și povestiri de Taras Șevcenko, Marko Vovchok, Ivan Franko și ale altor scriitori ucraineni. Teatrul lui Marko Kropivnițkii a dat nu doar un impuls extraordinar pentru dezvoltarea în continuare a culturii ucrainene, ci a jucat și un rol socio-politic proeminent în viața ucrainenilor, a devenit unul dintre fundamentele spirituale importante pe care multe decenii mai târziu a fost construit statul ucrainean independent”.
Despre Kropivnițkii, Maksim Rilski a scris următoarele: „Pleacă-ți fruntea: aici a fost un geniu, Fiul poporului a creat aici și a suferit, Pentru ca oamenii să fie tratați corect, Astfel încât pământul să fie verde în floarea grădinii...” (în ucraineană Схилим чоло: тут віяв геній, Народу син творив тут і страждав, Щоб для народу домогтися прав, Щоб на землі сади цвіли зелені...).

## Lucrări scrise

### Piese de teatru
- Mikita Starostenko sau Tu nu știi cum va trece dezastrul, Микита Старостенко, або Незчуєшся, як лихо спобіжить (1863)
- Împăcat, Помирились (1869)
- Дай серцеві волю, заведе в неволю (1873; adaptare a Mikita Starostenko)
- Dumnezeu va proteja un orfan sau Propunere neașteptată, За сиротою і бог з калитою, або ж несподіване сватання (1871)
- Актор Синиця (1871, adaptarea vodevilului Лев Гурич Синичкін)
- Невольник (1872, bazat pe o poezie de Taras Șevcenko)
- Пошились у дурні (1875)
- Беспочвенники (1878—1898)
- Доки сонце зійде, роса, очі виїсть (1882)
- Глитай, або ж павук (1882)
- По ревізії (1882)
- Лихо не кожному лихо — іншому й талан (1882)
- Вуси (1885, după povestea lui O. Storojenko)
- Дві сім'ї (1889; versiune revizuită a piesei anterioare din 1888, Де зерно, там і полова)
- Зальоти соцького Мусія
- Зайдиголова(1889)
- Чмир (1890)
- Олеся (1891)
- Замулені джерела
- Дурисвітка
- Перед волею (1899)
- Нашествіє варварів (1900)
- На руїнах (1900)
- Супротивні течії (1900)
- Конон Блискавиченко (1902)
- Страчена сила (1903)
- Мамаша (1903)
- Ошибка произоша
- Розгардіяш (1906)
- Скрутна доба (1906)
- Івасик-Телесик
- По щучому велінню
- Голомозий (1908)
- Старі сучки і молоді пагони (1908)
- Дійшов до розуму (1909)
- Зерно і полова (1910)
- Титарівна (bazat pe opera lui T. Șevcenko)
- Чайковський, або Олексій Попович (bazat pe opera lui E. Hrebink)
- Вій (bazat pe opera lui M. Gogol)
- Пропала грамота (bazat pe opera lui M. Gogol)
- Вергілійова Енеїда
- Підгоряни
- Хоть з мосту в воду головю (bazat pe piesa George Dandin de Molière).